# Élie Cohen-Hadria
Pour les articles homonymes, voir Cohen-Hadria.
Élie Cohen-Hadria, né le 8 décembre 1898 à Tunis et mort en août 1987 à Paris, est un médecin et militant socialiste franco-tunisien ayant joué un rôle important dans la marche à l'indépendance de la Tunisie.

## Biographie

### Jeunesse
Né dans une famille juive tunisienne modeste de langue judéo-arabe, il suit une scolarité primaire et secondaire française à Tunis, ce qui constitue le point de départ de son attachement à la France, puis des études de médecine à Lyon.

### Choix du socialisme et de l'anticolonialisme
Il acquiert la nationalité française pendant ses années d'études, rentre à Tunis en 1923 et, après un bref passage par la franc-maçonnerie, adhère en 1925 à la Fédération de Tunisie du Parti socialiste SFIO (Section française de l'Internationale ouvrière), où il occupe à plusieurs reprises (1927-1938, 1948, 1950-1956) la fonction de secrétaire général. Il est également éditorialiste à Tunis socialiste (quotidien ou hebdomadaire selon les années) tout au long de l'existence du journal, c'est-à-dire jusqu'en 1956.
Son attachement aux Lumières et aux droits de l'homme, acquis à l'école française, le porte à s'intéresser d'emblée au sort des colonisés et à leurs droits. Dans les années 1920, la Fédération de Tunisie n'a avec les instances centrales du parti que des relations assez lointaines. Il s'emploie à les resserrer, convaincu que le combat pour la reconnaissance des droits des Tunisiens, comme des travailleurs français de Tunisie, passe nécessairement par la France, et qu'il faut donc intéresser le parti à la question tunisienne si l'on veut des changements. Il rend compte régulièrement de la situation tunisienne aux congrès nationaux de la SFIO et convainc des députés socialistes de venir à Tunis pour mieux connaître la situation. Lorsqu'en 1934-1935 Tunis socialiste est suspendu et que quatre de ses rédacteurs (Cohen-Hadria, Serge Moati, Yves Faivre et André Duran-Angliviel) sont poursuivis par le résident général de France, Marcel Peyrouton, la SFIO envoie un avocat pour les défendre au procès : Vincent Auriol, futur président de la République française.
À cette étape, ni Cohen-Hadria, ni sa fédération, ni son parti n'envisagent toutefois l'idée d'indépendance, malgré de bonnes relations avec la nouvelle génération de militants nationalistes tunisiens, notamment Habib Bourguiba.

### Seconde Guerre mondiale
À la déclaration de guerre, il est mobilisé dans un hôpital militaire à Thibar, dans l'intérieur du pays. Démobilisé à l'été 1940, il rentre à Tunis, où toute activité politique ouverte est devenue impossible, surtout à partir de la loi d'octobre 1940 portant statut des Juifs (signée notamment par l'ancien résident général Peyrouton, devenu entretemps ministre de l'Intérieur de Vichy). En octobre 1942, le Conseil de l'Ordre des médecins l'informe qu'il devra limiter sa clientèle aux seuls patients juifs dans un délai de deux mois. Mais, dès novembre, l'arrivée des Allemands l'oblige à se cacher pour échapper à la police pétainiste et aux fascistes italiens. En compagnie de son épouse, il reste caché, avec l'aide de ses camarades de parti, jusqu'à l'arrivée des Alliés en mai 1943. Il s'engage alors dans les Forces françaises libres, est d'abord envoyé quelques mois au Levant, puis rejoint Alger, où il entre, pour quelques mois également, au cabinet civil d'André Le Troquer, commissaire à la Guerre et à l'Air du gouvernement de Charles de Gaulle. Il participe ensuite, comme médecin militaire, au débarquement allié en Provence et à la progression des armées alliées jusqu'en Allemagne en 1944-1945.

### Vers l'indépendance de la Tunisie
À son retour en Tunisie en juillet 1945, il s'emploie à reprendre l'activité du parti dans une atmosphère totalement changée, mais en suivant pourtant la ligne qu'il s'était tracée avant guerre : intéresser ses camarades du parti en France à la situation en Tunisie, tout en conservant des liens étroits avec les militants tunisiens. Progressivement, la situation en Tunisie ne cesse de se dégrader et de se tendre et, à partir de la fin des années 1940, il en vient à juger qu'il faut maintenant « prononcer le mot d'indépendance »,. En juin 1954, à l'arrivée de Pierre Mendès France au pouvoir, il demande à Alain Savary d'intervenir auprès de lui pour lui exposer l'urgence d'une action décisive. Mendès France se rend à Tunis le 31 juillet pour proposer aux Tunisiens, en tant que président du Conseil, l'autonomie interne, début du processus d'indépendance.
Après l'indépendance de la Tunisie obtenue en 1956, Élie Cohen-Hadria quitte l'action politique proprement dite. Il se sépare de la SFIO en 1958 lorsqu'elle approuve le retour au pouvoir de De Gaulle à la suite du coup d'État du 13 mai.

### À nouveau dans la société juive
L'indépendance est suivie du départ de Tunisie d'un très grand nombre de Juifs. À partir des années 1960 et jusqu'à son propre départ pour la France en 1974, Élie Cohen-Hadria s'investit alors dans l'aide à ceux qui restent, pour la plupart trop vieux, trop pauvres ou trop isolés pour pouvoir partir. Il dirige les services de santé de l'Œuvre de secours aux enfants et participe au maintien de l'école professionnelle de l'Organisation reconstruction travail, refermant ainsi la boucle en revenant dans le milieu de son enfance, et complétant pleinement sa triple identité.

## Bilan et écrits
S'affirmant à la fois Juif, Tunisien et Français sans éprouver le besoin de choisir entre les trois (et ajoutant à ce propos : « C'est dans le socialisme que j'ai finalement trouvé le point d'appui qui m'était nécessaire pour réaliser pleinement mon équilibre »), Élie Cohen-Hadria a, par son action politique et journalistique, activement contribué à la décolonisation peu violente de la Tunisie.
Il est notamment l'auteur d'un livre de souvenirs, de plusieurs contributions dans le numéro 13-14 des Cahiers Léon Blum consacré à la Fédération de Tunisie de la SFIO, d'articles dans La Revue socialiste et dans la revue Maghreb-Machrek de La Documentation française, et d'un chapitre dans l'ouvrage collectif Judaïsme d'Afrique du Nord aux XIXe – XXe siècles publié par l'Institut Ben-Zvi en 1980.